# ماریوس پپینو
ماریوس پپینو (رومانیایی: Marius Pepino؛ زادهٔ ۱۹۲۵ – ۲ فوریهٔ ۲۰۰۹) بازیگر اهل رومانی بود.
وی دانش‌آموختهٔ «دانشگاه ملی سینما و تئاتر کاراجیاله» بود.
از فیلم‌ها یا مجموعه‌های تلویزیونی که وی در آن‌ها نقش داشته است، می‌توان به بادبان‌های برافراشته و حق‌السکوت اشاره نمود.